# 山口ニュージーランド村
山口ニュージーランド村（やまぐちニュージーランドむら）は、かつて山口県美祢市にあったテーマパーク。1990年にファームによって開設された。

## 概要
- 総事業費18億円をかけて、1990年7月にオープン。30ヘクタールの敷地にレストランや畜舎、ゴーカート、アーチェリー施設などがあり、羊など動物と直に触れ合えるコーナーが人気だった。
- 年間入場者数は、1991年の42万8000人を最高に年々減少、その後ピークの3分の1に落ち込み、2005年（平成17年）11月30日で休園、それから3年ほどかけて閉鎖か再開かを判断することにしていたが、結局閉鎖となり2010年以降に建物が全て解体され更地とされたのちに、2017年2月までにAGAフォールディングスによる「やまぐち美祢メガソーラー発電所」となる。

## 所在地
- 山口県美祢市西厚保町原1655-1

## 料金
大人（中学生以上）600円　子供400円

## アクセス
- サンデン交通の下関駅と秋芳洞を結ぶ路線がパークまで乗り入れていた。この路線には休園後10年以上経過した2018年現在も「ニュージーランド村」のバス停が存在するが、場所はパーク跡近くの県道上に変わっている。